# Barranc de Cordillans
El Barranc de Cordillans és un barranc del terme de Castell de Mur (antic terme de Mur), al Pallars Jussà, en territori de Vilamolat de Mur.
Es forma a Cordillans, a llevant de la Costa de Mur, al nord-oest de la Solana de Cordillans. Davalla cap al nord-nord-oest, passant ran de les restes de Cal Benet, passa entre les Borrelles de Deçà -ponent- i les Borrelles de Dellà -llevant-, i va a abocar-se en el barranc de Rius.